# Хамбантота (округ)
Хамбантота (англ. Hambantota) — округ на Шри-Ланке.

## География
округ Хамбантота находится на юго-востоке острова Шри-Ланка (Цейлона) и омывается водами Индийского океана. Площадь округа составляет 2609 км².

## Климат
Несмотря на близость океана, в округе Хамбантота преобладает засушливый климат.

## История
В средние века на территории округа находилось королевство Рухуна.

## Население
Административно он входит в Южную провинцию. Административным центром округа является город Хамбантота, близ которого расположены соляные разработки. Другим крупным городом округа является Тангалла. Крупнейший город -Суриявеа
Численность населения равна 595 877 человек (на 2012 год). 97 % местного населения являются сингалы, буддисты по вероисповеданию.

## Административное деление
округ Хамбантота управляется окружным секретарём (District Secretary) и подразделяется на 12 округов которые, в свою очередь, возглавляют окружные секретари (Division Secretary). Округа, в свою очередь, состоят из 576 сельских управлений, в которые входят 1 319 деревень.

## Экономика
Основой местной экономики является сельское хозяйство. В низинах вдоль побережья выращиваются зерновые культуры, в горных районах — также виноград.
В августе 2010 года в городе Хамбантота была сооружена новая гавань с четырьмя причалами. Общая стоимость проекта составила 6 миллиардов долларов и была профинансирована Китаем.

## Стихийные бедствия
В 2004 году округ Хамбантота подвергся удару гигантского цунами. В результате этой катастрофы погибли 2 739 человек, 56 135 были ранены или потеряли кров.